# Böchingen

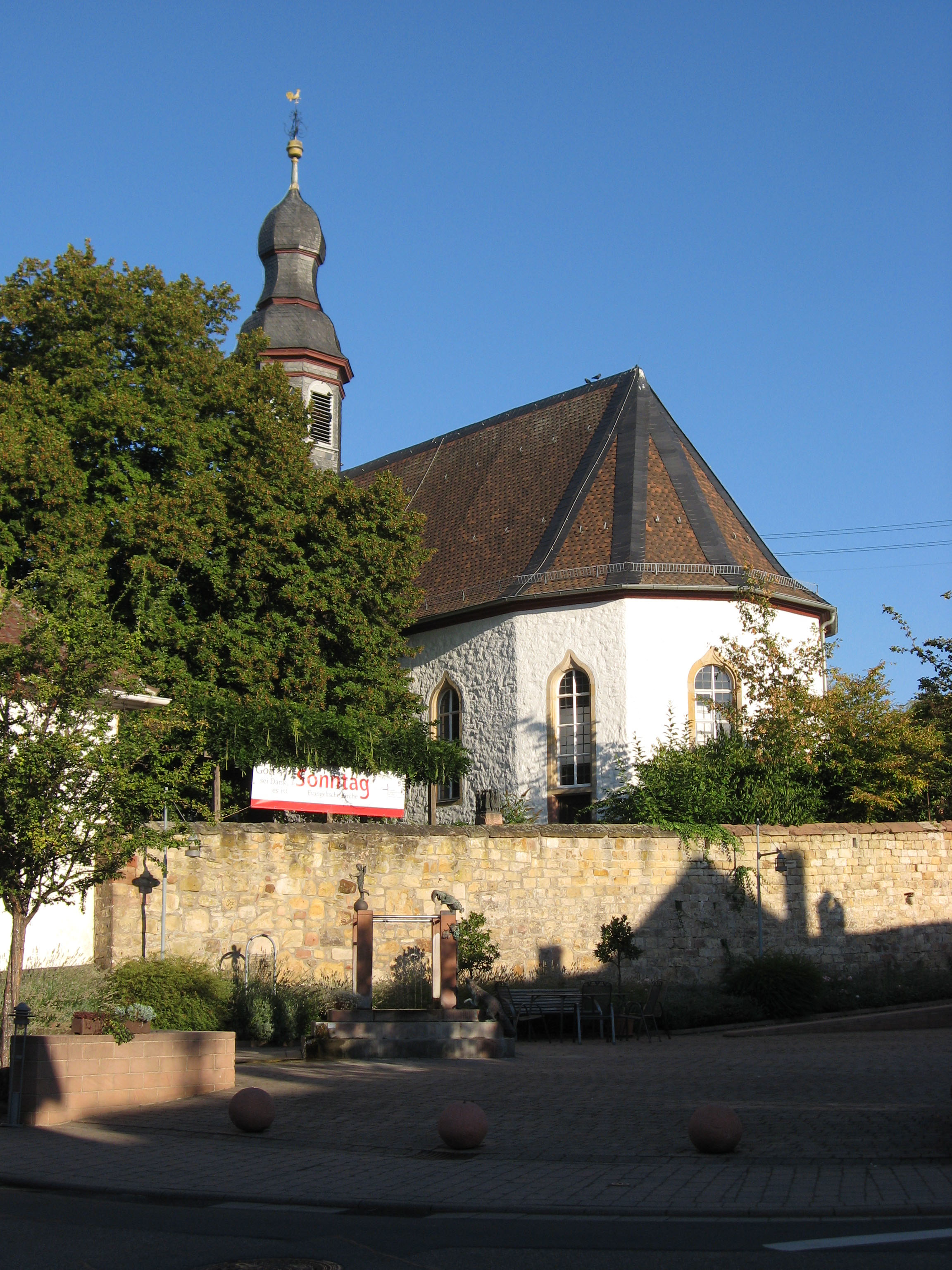
Evangelische Kirche mit Dorfplatz

Böchingen ist eine Ortsgemeinde und ein Weinbauort im Landkreis Südliche Weinstraße in Rheinland-Pfalz. Sie gehört der Verbandsgemeinde Landau-Land an. Das Weinbauerndorf ist heute zunehmend eine nach Landau und Neustadt an der Weinstraße ausgerichtete Wohngemeinde.

## Geographie

### Lage
Im Kern bilden drei Straßen das Ortsbild: Von West nach Ost die Hauptstraße, die aus der Gleis- in die Walsheimer Straße übergeht, die Godramsteiner Straße mündet von Süden in sie und in Nord-Süd-Richtung verläuft die Burrweiler- beziehungsweise Landauer Straße. Damit sind auch die Nachbarorte genannt. Zudem gehören zur Gemeinde noch zwei Exklaven im Pfälzerwald.

### Erhebungen und Gewässer
Der im Ort fließende Hainbach wurde 1999 aus der Kanalisation wieder freigelegt. Die eine Exklave wird in Nord-Süd-Richtung vom Eußerbach durchflossen und umfasst die Ostflanke des Dörenecks sowie die Nordwestflanke des Harzofenbergs. Die weiter östlich gelegene umfasst die Nordflanke des Orensberg und wird im Nordosten vom Hainbach begrenzt, der zudem in diesem Bereich seine Quelle hat.

## Geschichte
Böchingen wurde im Jahr 767 anlässlich einer Schenkung an das Kloster Lorsch als Bochincheim erstmals im Lorscher Codex erwähnt.  Bis um 1400 gehörte das Dorf politisch den Herren von Böchingen. Heinrich von Zeiskam erhielt 1408 von König Ruprecht Dorf und Burg Böchingen zu Lehen. Bis 1676 war Böchingen als pfälzisches Lehen im Besitz der Herren von Zeiskam, dann wurde das Dorf kurzzeitig direkt durch die Pfalz verwaltet, bevor es ca. 100 Jahre an die Herren von Steinkallenfels verlehnt war. Anschließend war Böchingen einige Zeit unter der Regierung des pfälzischen Hofkanzlers Joseph Anton Freiherr von Reiboldt. Nach dessen Tod wurde das Lehen bis zum Ende des 18. Jahrhunderts wieder direkt durch die Kurpfalz regiert und unterstand dort dem Oberamt Neustadt.
Von 1798 bis 1814, als die Pfalz ein Teil der Französischen Republik (bis 1804) und anschließend ein Teil des Napoleonischen Kaiserreichs war, war Böchingen in den Kanton Edenkoben eingegliedert und war Sitz einer Mairie. 1815 hatte die Gemeinde insgesamt 670 Einwohner. Im selben Jahr wurde die Gemeinde Österreich zugeschlagen. Bereits ein Jahr später wechselte der Ort wie die gesamte Pfalz in das Königreich Bayern. Von 1818 bis 1862 gehörte er dem Landkommissariat Landau an; aus diesem ging das Bezirksamt Landau  hervor. Im 19. Jahrhundert verließen viele Bürger den Ort. Die Einwohnerzahl sank von 939 im Jahr 1835 auf 751 im Jahr 1905.
Ab 1939 war der Ort Bestandteil des Landkreises Landau in der Pfalz. Nach dem Zweiten Weltkrieg wurde Böchingen innerhalb der französischen Besatzungszone ein Teil des damals neu gebildeten Landes Rheinland-Pfalz. Im Zuge der ersten rheinland-pfälzischen Verwaltungsreform wechselte Böchingen am 7. Juni 1969 in den neu geschaffenen Landkreis Landau-Bad Bergzabern, der 1978 in Landkreis Südliche Weinstraße umbenannt wurde. 1972 wurde die Gemeinde der ebenfalls neu gebildeten Verbandsgemeinde Landau-Land zugeordnet.

## Religion
2012 waren 52,4 Prozent der Einwohner evangelisch und 25,7 Prozent katholisch. Die übrigen gehörten einer anderen Religion an oder waren konfessionslos. Die Evangelischen gehören zur Protestantischen Landeskirche Pfalz, die Katholiken gehören zum Bistum Speyer.
Die einst vor Ort ansässige jüdische Gemeinde gehörte zum Bezirksrabbinat Landau (Pfalz) und besaß eine Synagoge, die 1938 den Novemberpogromen zum Opfer fiel. Im Ort befinden sich Stolpersteine, die an die Deportationen der überwiegend jüdischen Opfer erinnern sollen.

## Politik

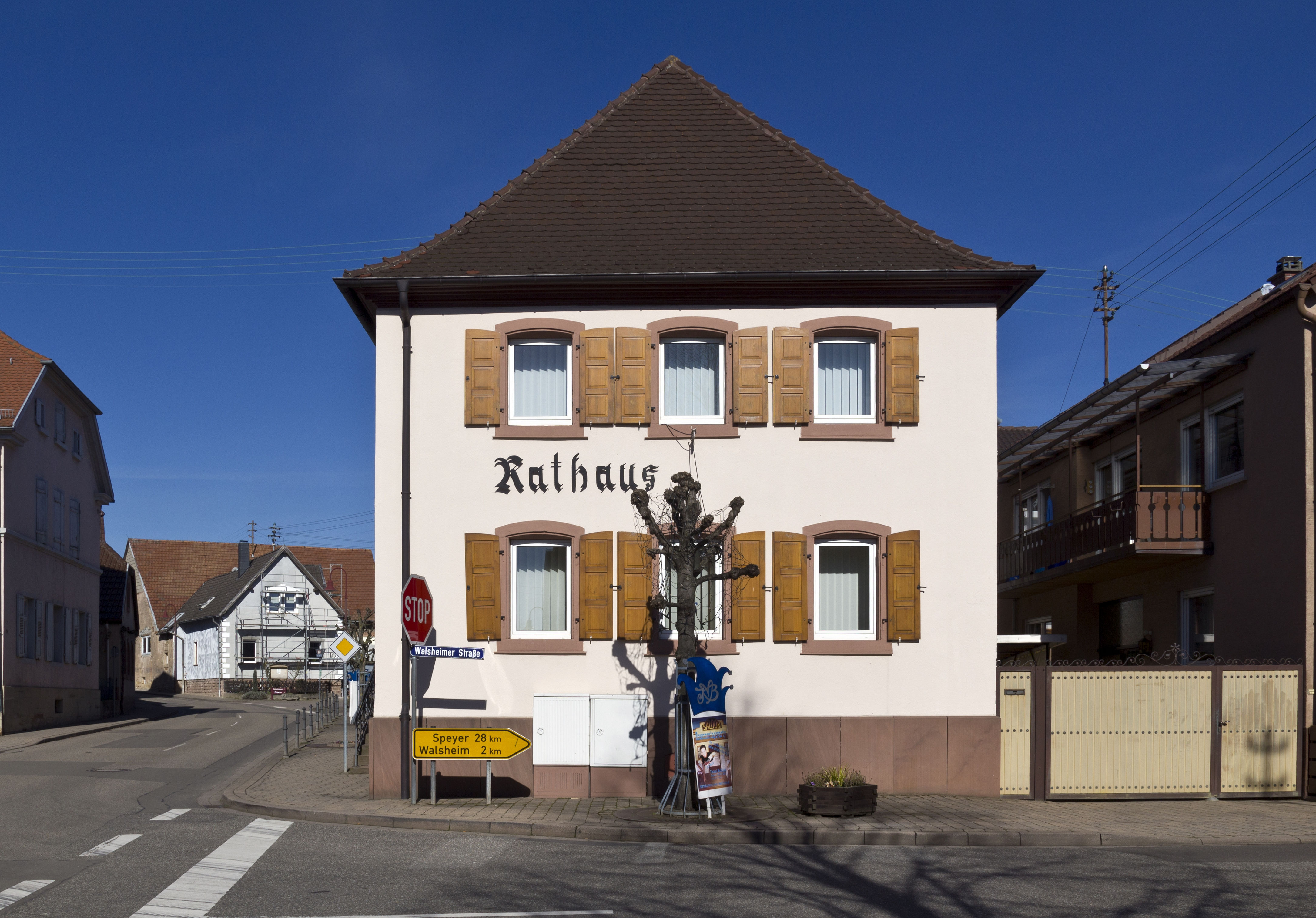
Rathaus

### Gemeinderat
Der Gemeinderat in Böchingen besteht aus zwölf Ratsmitgliedern, die bei der Kommunalwahl am 9. Juni 2024 in einer Mehrheitswahl gewählt wurden, und der ehrenamtlichen Ortsbürgermeisterin als Vorsitzender.

### Bürgermeister
Sarah Vollmar (parteilos) wurde am 2. Juli 2024 Ortsbürgermeisterin von Böchingen. Bei der Direktwahl am 9. Juni 2024 war sie als einzige Kandidatin mit 81,4 % der Stimmen gewählt worden.
Vollmars Vorgänger Jan Philip Poppelbaum hatte das Amt am 1. Januar 2023 angetreten. Da für eine am 11. September 2022 vorgesehene Direktwahl kein Wahlvorschlag eingereicht wurde, oblag die Neuwahl dem Gemeinderat. Dieser entschied sich am 6. September einstimmig für Poppelbaum als künftigen Bürgermeister. Zur Direktwahl 2024 trat er nicht an.
Poppelbaums Vorgänger Reinhold Walter (CDU) hatte das Amt 1994 übernommen. Zuletzt bei der Direktwahl am 26. Mai 2019 war er mit einem Stimmenanteil von 78,06 % für weitere fünf Jahre in seinem Amt bestätigt worden. Im Juni 2022 kündigte er jedoch an, das Amt aus persönlichen Gründen zum 31. Dezember 2022 niederzulegen. Dies löste die Neuwahl aus.

### Wappen
| Wappen von Böchingen | Blasonierung: „Durch eine blaue Leiste von Grün und Gold geteilt, oben ein schreitender herschauender rotbewehrter und -bezungter silberner Löwe (Leopard), unten ein schwarzes Gemarkungszeichen in Form eines Kesselhakens.“ |
| Wappen von Böchingen | Wappenbegründung: Es wurde 1929 vom Bayerischen Staatsministerium des Innern genehmigt und geht zurück auf ein Siegel von 1723.                                                                                                |

## Sehenswürdigkeiten
Die von König Ruprecht mit dem Ort belehnten Ritter von Zeiskam bauten im Ortskern auf einer Burgruine ein Schloss, das inzwischen wiederholt neu errichtet werden musste. Bei der heutigen protestantischen Kirche gibt es noch mehrere Wappen-Grabplatten der Adelsfamilie. Das Schloss sowie acht weitere Objekte stehen unter Denkmalschutz.

## Wirtschaft und Infrastruktur

### Gewerbe
Bedeutendster Erwerbszweig ist in der Landwirtschaft der Weinbau. Vor Ort, der zum Weinanbaugebiet Pfalz gehört, existiert die Einzellage Rosenkranz mit den Sublagen Zinkelerde und Im untern Kreuz. In Böchingen existierte eine Betriebsstätte der Sektkellerei Schloss Wachenheim. Diese wurde jedoch im Sommer 2007 stillgelegt, da man dort laut Unternehmensleitung nicht mehr kostengünstig arbeiten konnte. Seit 2008 besitzt die Weinkellerei Reh Kendermann im Ort einen Hochtankkeller.

### Angebaute Rebsorten
Je nach Boden werden auf tiefgründigem Lehm Müller-Thurgau, Kerner, Portugieser, Dornfelder und Sankt Laurent oder auf Muschel-Kalkstein-Böden Dunkelfelder, Spätburgunder, Riesling, Silvaner, Grau-, Weißburgunder und Chardonnay angebaut.

### Verkehr
Durch Böchingen führte von 1913 bis 1953 die Pfälzer Oberlandbahn. Der Ort ist über die Buslinie 501 des Verkehrsverbundes Rhein-Neckar an das Nahverkehrsnetz angebunden, die nach Landau und Neustadt an der Weinstraße führt.

### Tourismus
Innerhalb der weiter westlich gelegenen Exklave befindet sich die Pottaschtalhütte; an ihr führt ein Wanderweg, der mit einem roten Punkt markiert ist, vorbei. Zudem ist Böchingen östlicher Endpunkt des Höcherbergwegs, der in Niederwürzbach beginnt und der mit einem rot-weißen Balken markiert ist.

## Söhne und Töchter der Gemeinde
- Johann Ludwig Kern (1805–1886), Politiker